# کندریک پرکینز
کندریک پرکینز (به انگلیسی: Kendrick Perkins) زاده ۱۹۸۴ در نیدرلند، تگزاس، بسکتبالیست حرفه‌ای آمریکایی است که در تیم کلیولند کاوالیرز در لیگ ان بی ای بازی میکند.
او قبل از پیوستن به تیم کلیولند برای تیم های تاندر و بوستون سلتیکس توپ میزد.